# Animation World Network
Animation World Network (le plus souvent abrégé AWN) est un groupe de publications de news en ligne spécialisé dans les ressources pour les animateurs. AWN publie aussi des magazines imprimés sous le nom de Animation World Magazine et VFX World Magazine.